# Каплан, Фанни Ефимовна
Фа́нни Ефи́мовна Капла́н (при рождении — Фейга Хаимовна Ройтблат; 10 февраля 1890, Новичи, Волынская губерния — 3 сентября 1918, Москва) — участница российского революционного движения, позже — революционерка-анархистка, эсерка и террористка. Известна главным образом как исполнительница покушения на жизнь В. И. Ленина.

## Биография
Родилась в Волынской губернии в семье учителя (меламеда) еврейской начальной школы (хедера) Файвела Ройдмана (или Каплана) и его жены Симы.
Во время революции 1905 года 15-летняя Фанни примкнула к анархистам, в революционных кругах её знали под именем «Дора». В 1906 году готовила террористический акт в Киеве — покушение на местного генерал-губернатора Сухомлинова. Во время подготовки к теракту, который готовил её возлюбленный Виктор Гарский (он же — Яков Шмидман), в номере гостиницы «Купеческая» (ул. Волошская, 29) в результате неосторожного обращения сработало самодельное взрывное устройство, Каплан получила ранение в голову и частично потеряла зрение и слух, при попытке покинуть место происшествия была задержана полицией (Гарский скрылся). Полицейская характеристика Фанни выглядит так: «еврейка, 20 лет, без определённых занятий, личной собственности не имеет, при себе денег один рубль».[неавторитетный источник].
Военно-окружной суд в Киеве 5 января 1907 года приговорил её к смертной казни, которая из-за несовершеннолетия Каплан была заменена пожизненной каторгой в Акатуйской каторжной тюрьме. В тюрьму она прибыла 22 августа того же года в ручных и ножных кандалах. В её сопроводительных документах была отмечена её склонность к побегам. В сентябре переведена в Мальцевскую тюрьму.
В 1907 году нуждалась в операции по извлечению из руки и ноги осколков бомбы, страдала глухотой и хроническим суставным ревматизмом.
20 мая 1909 года была освидетельствована врачом Зерентуйского тюремного района, после чего обнаружена полная слепота. В ноябре — декабре находилась в лазарете.
Ещё до 1917 года, на каторге, Каплан познакомилась с известной деятельницей революционного движения Марией Спиридоновой, под влиянием которой её взгляды изменились от анархистских к эсеровским.

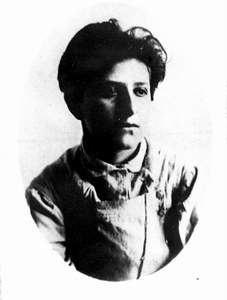
1906

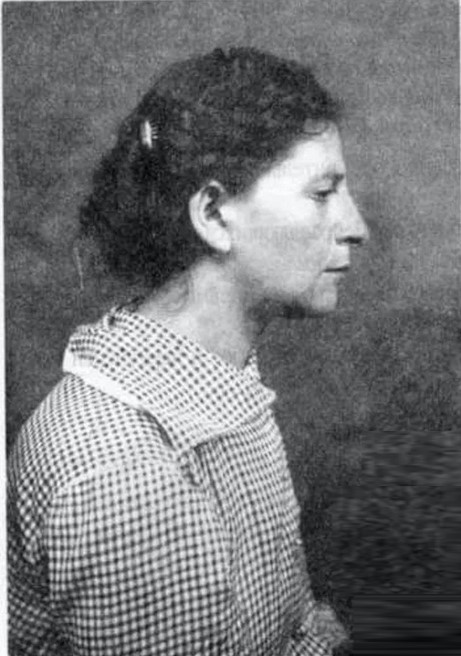
1907

Ни одной просьбы о помиловании Каплан не написала. Болела, несколько раз лежала в больнице. Слепла на истерической почве — так указано в медзаключении. Читала она с лупой. Одна из каторжанок вспоминала: 

В камере с нами была бессрочница Каплан, слепая. Она потеряла зрение ещё в Мальцевской. При аресте её в Киеве взорвался ящик с бомбами, которые она хранила. Отброшенная взрывом, она упала на пол, была изранена, но уцелела. Мы думали, что ранение в голову и явилось причиной слепоты. Сначала она потеряла зрение на три дня, затем оно вернулось, а при вторичном приступе головных болей она ослепла окончательно. Врачей-окулистов на каторге не было; что с ней, вернётся ли зрение, или это конец, никто не знал. Однажды Нерчинскую каторгу объезжал врач областного управления, мы попросили его осмотреть глаза Фани. Он очень обрадовал нас сообщением, что зрачки реагируют на свет, и сказал, чтоб мы просили перевода её в Читу, где её можно подвергнуть лечению электричеством. Мы решили, — будь что будет, а надо просить Кияшко о переводе Фани в Читинскую тюрьму для лечения. Тронула ли его молодая девушка с незрячими глазами, не знаю, но только мы сразу увидели, что дело нам удастся. Расспросив нашу уполномоченную, он громогласно дал слово перевести Фаню немедленно в Читу на испытание.
В 1913 году срок каторги был сокращён до двадцати лет. В 1917 после Февральской революции амнистирована Керенским. После каторги Фанни месяц жила в Москве у купеческой дочери Анны Пигит, дядя которой И. Д. Пигит, владевший московской табачной фабрикой «Дукат», построил большой доходный дом на Большой Садовой. Там они и жили, в квартире № 5. Этот дом прославится через несколько лет — именно в нём, только в квартире № 50 Михаил Булгаков впоследствии поселил своих персонажей во главе с Воландом. Временное правительство открыло в Евпатории санаторий для бывших политкаторжан, туда летом 1917 г. Каплан отправилась поправлять здоровье. Там же познакомилась с Дмитрием Ульяновым, с которым у нее был роман. Ульянов-младший дал ей направление в харьковскую глазную клинику доктора Гиршмана. Каплан сделали удачную операцию — зрение частично вернулось. Конечно, снова работать белошвейкой она не могла, но силуэты различала, в пространстве ориентировалась. Она жила в Севастополе, лечила зрение и вела курсы по подготовке работников земств.
В мае 1918 года эсер Алясов привёл Фанни Каплан на заседание VIII Совета партии социалистов-революционеров. Именно на этом совете Каплан через Алясова познакомилась с бывшим депутатом Учредительного собрания В. К. Вольским и другими эсерами из Боевой организации. Хотя браунинг ей дал глава Боевой организации Семёнов, покушение она готовила самостоятельно и, чтобы не бросить тени на других эсеров, незадолго до его осуществления вышла из партии.

### Покушение на Ленина

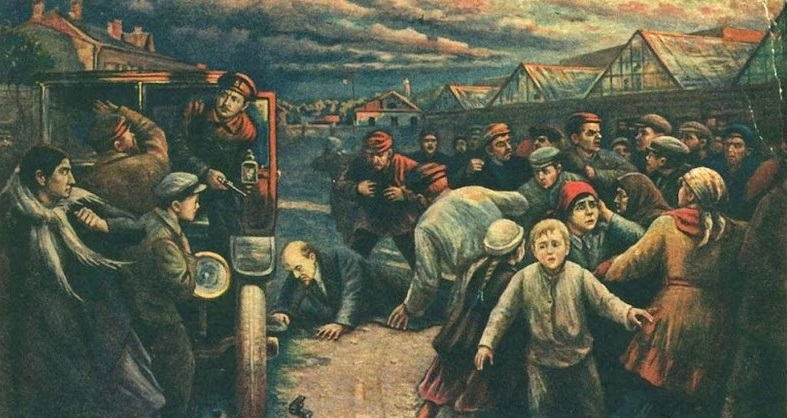
Покушение Ф. Каплан на Ленина, картина В. Пчёлина

30 августа 1918 года на заводе Михельсона в Замоскворецком районе Москвы состоялся митинг рабочих. На нём выступал Владимир Ленин. После митинга во дворе завода он был ранен несколькими выстрелами. По сообщению шофёра Ленина, первым делом, придя в себя, тот спросил: «Поймали его?» (что толкуется в пользу того, что, по мнению самого Ленина, стрелял в него мужчина).
Каплан была арестована тут же, на трамвайной остановке на Большой Серпуховской улице. Арестовавшему её рабочему Иванову она заявила, что это она стреляла в Ленина. По словам Иванова, на вопрос, по чьему приказанию это было сделано, она ответила: «По предложению социалистов-революционеров. Я исполнила свой долг с доблестью и помру с доблестью». При обыске у Каплан обнаружили Browning M1900 № 150489, железнодорожный билет, деньги и личные вещи.
На допросах она заявляла, что крайне отрицательно отнеслась к Октябрьской революции, стояла и сейчас стоит за созыв Учредительного собрания. Решение о покушении на Ленина приняла в Симферополе в феврале 1918 года (после роспуска Учредительного собрания); считает Ленина предателем революции и уверена, что его действия «удаляют идею социализма на десятки лет»; покушение совершила «от себя лично», а не по поручению какой-либо партии.

Приехала я на митинг часов в восемь. Кто мне дал револьвер, не скажу. У меня никакого железнодорожного билета не было. В Томилине я не была. У меня никакого билета профсоюзного союза не было. Давно уже не служу. Откуда у меня деньги, я отвечать не буду. Я уже сказала, что фамилия моя Каплан одиннадцать лет. Стреляла я по убеждению. Я подтверждаю, что я говорила, что я приехала из Крыма. Связан ли мой социализм со Скоропадским, я отвечать не буду. Я никакой женщине не говорила, что «для нас неудача». Я не слышала ничего про организацию террористов, связанную с Савинковым. Говорить об этом не хочу. Есть ли у меня знакомые среди арестованных Чрезвычайной комиссией, не знаю. При мне никого из знакомых в Крыму не погибло. К теперешней власти на Украине отношусь отрицательно. Как отношусь к Самарской и Архангельской власти, не хочу отвечать.— Допрашивал народный комиссар юстиции Дмитрий Курский (Следственное дело № 2162)
Сразу же после покушения было опубликовано воззвание ВЦИК за подписью Якова Свердлова: 

Несколько часов тому назад совершено злодейское покушение на тов. Ленина. По выходе с митинга товарищ Ленин был ранен. Двое стрелявших задержаны. Их личности выясняются. Мы не сомневаемся в том, что и здесь будут найдены следы правых эсеров, следы наймитов англичан и французов.
 В тот же день в Петрограде эсером-террористом Леонидом Каннегисером был убит председатель петроградской ЧК Моисей Урицкий. Покушение на Ленина и убийство Урицкого стало поводом к началу 5 сентября красного террора, взятию большевиками заложников и их расстрелам: 

Не только Петербург и Москва ответили за покушение на Ленина сотнями убийств. Эта волна прокатилась по всей советской России — и по большим и малым городам и по местечкам и сёлам. Редко сообщались в большевицкой печати сведения об этих убийствах, но всё же в «Еженедельнике» мы найдём упоминания и об этих провинциальных расстрелах, иногда с определённым указанием: расстрелян за покушение на Ленина. Возьмём хотя бы некоторые из них.

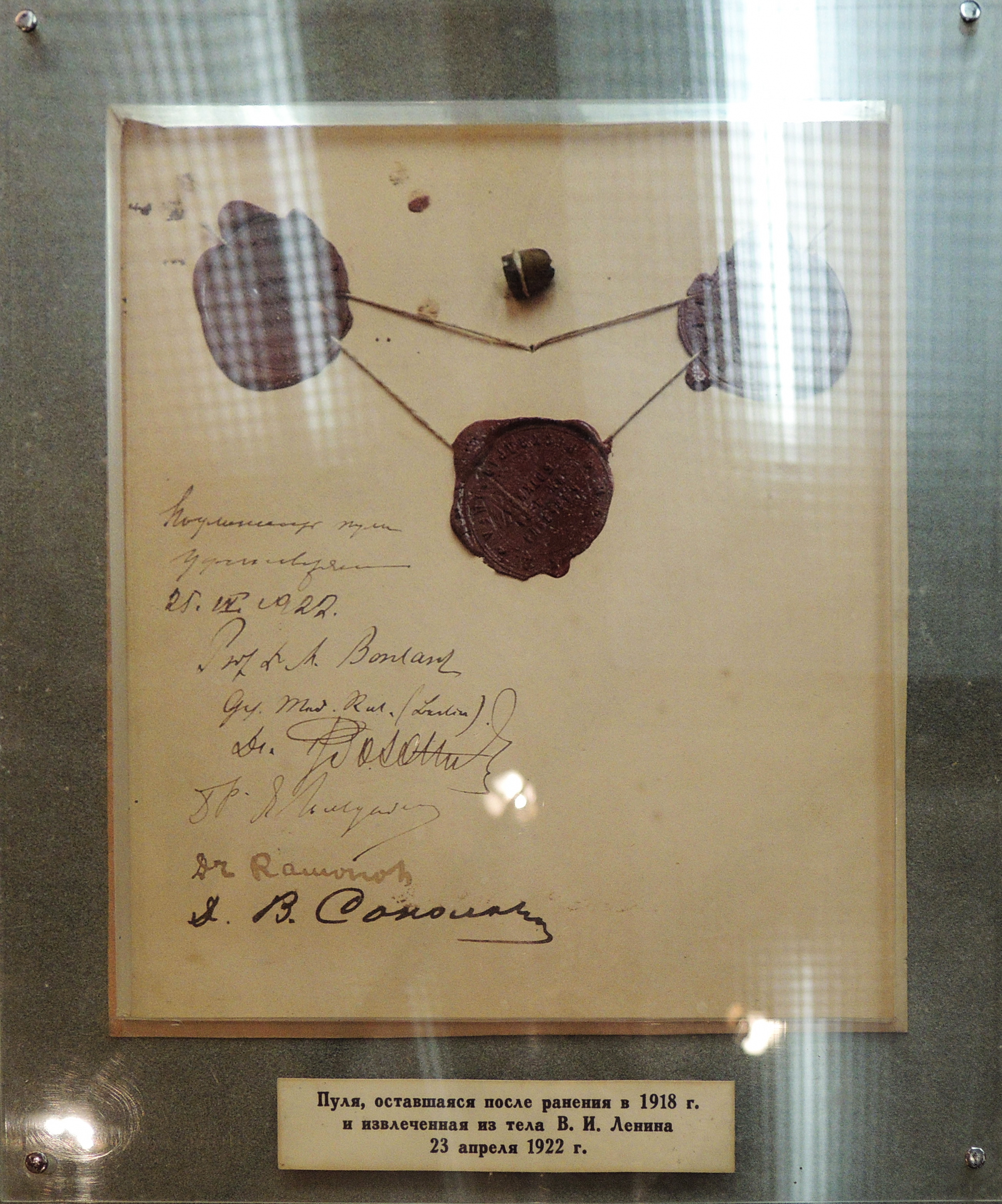
Пуля Каплан. Была извлечена из тела Ленина только в 1922 году. Экспозиция в бывшем Музее Ленина, заверенная печатями и подписями свидетелей

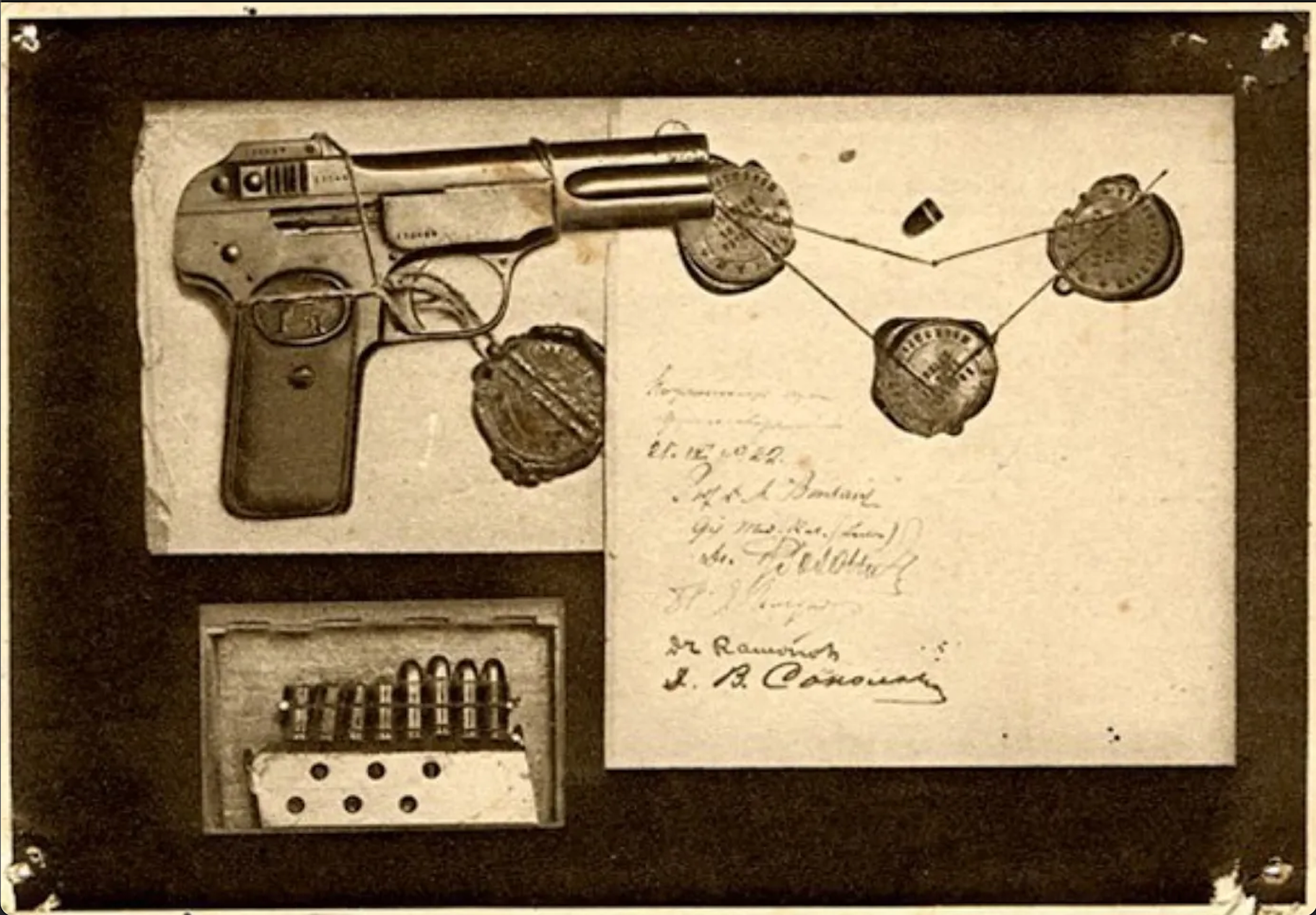
Пистолет Browning M1900

«Преступное покушение на жизнь нашего идейного вождя, тов. Ленина, — сообщает Нижегородская Ч. К., — побуждает отказаться от сентиментальности и твёрдой рукой провести диктатуру пролетариата»… «Довольно слов!»… «В силу этого» — комиссией «расстрелян 41 человек из вражеского лагеря». И дальше шёл список, в котором фигурируют офицеры, священники, чиновники, лесничий, редактор газеты, стражник и пр. и пр. В этот день в Нижнем на всякий случай взято до 700 заложников. «Раб. Кр. Ниж. Лист» пояснял это: «На каждое убийство коммуниста или на покушение на убийство мы будем отвечать расстрелом заложников буржуазии, ибо кровь наших товарищей убитых и раненых требует отомщения».— Сергей Мельгунов, историк Красного террора

### Следствие и казнь
Следствия как такового не проводилось, хотя Каплан устроили очную ставку с задержанным незадолго до этого и обвинённым в шпионаже британским послом Локкартом.
Фанни Каплан была расстреляна 3 сентября 1918 года в 16:00 во дворе авто-боевого отряда имени ВЦИК (за аркой корпуса № 9 Московского Кремля) по устному указанию Председателя ВЦИК Свердлова. Под шум заведённых автомобилей приказ исполнил комендант Кремля, бывший балтийский матрос П. Д. Мальков в присутствии известного пролетарского поэта Демьяна Бедного. Тело затолкали в бочку из-под смолы, облили бензином и сожгли у стен Кремля:

Мальков велел начальнику Автобоевого отряда выкатить из боксов несколько грузовых автомобилей и запустить моторы, а в тупик загнать легковую машину, повернуть её радиатором к воротам. В воротах гаража он поставил вооруженную охрану — двух латышских стрелков. Сам привел Каплан, подал ей команду: «К машине!». И выстрелил. Присутствовал при этом и Демьян Бедный. Это он будет пособлять Малькову осуществлять кремацию Каплан (без всякого медицинского освидетельствования) в металлической бочке с бензином. А затем, почувствовав запах горелой человечины, Д. Бедный упадёт в обморок.[В Огоньке № 30 c.27 упоминается лишь о присутствии на кремации Малькова и Д. Бедного, откуда эта цитата?]
На первоначальном этапе к следствию по делу Каплан был подключён Я. М. Юровский, прибывший накануне в Москву с Урала, где он организовал казнь царской семьи. Историк В. М. Хрусталёв писал, что по отношению к Каплан, возможно, был задействован опыт, приобретённый чекистами в Екатеринбурге при казни и ликвидации тел царской семьи и их приближённых.

Уже в день покушения на Владимира Ильича Ленина, 30 августа 1918 года, было опубликовано знаменитое воззвание Всероссийского Центрального Исполнительного Комитета «Всем, всем, всем», подписанное Я. М. Свердловым, в котором объявлялся беспощадный массовый террор всем врагам революции.

Покушение на Ленина (из фильма «Ленин в 1918 году»)

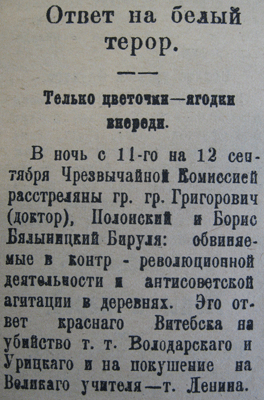

Через день или два меня вызвал Варлам Александрович Аванесов.
— Немедленно поезжай в ЧК и забери Каплан. Поместишь её здесь, в Кремле, под надёжной охраной.
Я вызвал машину и поехал на Лубянку. Забрав Каплан, привёз её в Кремль и посадил в полуподвальную комнату под Детской половиной Большого дворца. Комната была просторная, высокая. Забранное решеткой окно находилось метрах в трёх-четырёх от пола. Возле двери и против окна я установил посты, строго наказав часовым не спускать глаз с заключённой. Часовых я отобрал лично, только коммунистов, и каждого сам лично проинструктировал. Мне и в голову не приходило, что латышские стрелки могут не усмотреть за Каплан, надо было опасаться другого: как бы кто из часовых не всадил в неё пулю из своего карабина.
Прошёл ещё день-два, вновь вызвал меня Аванесов и предъявил постановление ВЧК: Каплан — расстрелять, приговор привести в исполнение коменданту Кремля Малькову.
— Когда? — коротко спросил я Аванесова.
У Варлама Александровича, всегда такого доброго, отзывчивого, не дрогнул на лице ни один мускул.
— Сегодня. Немедленно.
— Есть!
Да, подумалось в тот момент, красный террор не пустые слова, не только угроза. Врагам революции пощады не будет!
Круто повернувшись, я вышел от Аванесова и отправился к себе в комендатуру. Вызвав несколько человек латышей-коммунистов, которых лично хорошо знал, я обстоятельно проинструктировал их, и мы отправились за Каплан.
По моему приказу часовой вывел Каплан из помещения, в котором она находилась, и мы приказали ей сесть в заранее подготовленную машину.
Было 4 часа дня 3 сентября 1918 года. Возмездие свершилось. Приговор был исполнен. Исполнил его я, член партии большевиков, матрос Балтийского флота, комендант Московского Кремля Павел Дмитриевич Мальков, — собственноручно. И если бы история повторилась, если бы вновь перед дулом моего пистолета оказалась тварь, поднявшая руку на Ильича, моя рука не дрогнула бы, спуская курок, как не дрогнула она тогда…
На следующий день, 4 сентября 1918 года, в газете «Известия» было опубликовано краткое сообщение:

«Вчера по постановлению ВЧК расстреляна стрелявшая в тов. Ленина правая эсерка Фанни Ройд (она же Каплан)». БП.— 
В октябре 2019 года Генеральная прокуратура Российской Федерации отказалась реабилитировать Фанни Каплан (это предлагала сделать Ассоциация адвокатов России за права человека) со следующей мотивировкой:

Материалы архивного дела содержат данные об исполнении 30.08.1918 ею покушения на жизнь В. И. Ленина. Эти умышленные действия нельзя оправдать какими бы то ни было мотивами.

## Версии и легенды

Наталья Ефрон в роли Фанни Каплан в фильме «Ленин в 1918 году»

Ещё в советское время возникла легенда, что на самом деле Фанни Каплан не казнили, а она была помилована и прожила в тюрьме до 1936 года. Существуют несколько противоречивых версий о том, как ей удалось избежать расстрела и о её последующей жизни. Так, например, свидетели утверждали, что видели Фанни Каплан на Соловках. Эта версия опровергается мемуарами коменданта Кремля П. Малькова, который совершенно определённо писал, что Каплан была расстреляна им лично. Хотя достоверность этих мемуаров сама по себе подвергается сомнению, но всё же версия об оставлении Каплан в живых выглядит неправдоподобно — не просматривается никаких причин для этого. К тому же есть воспоминания Демьяна Бедного, который подтверждает, что видел расстрел.
На российском телевидении популярна версия, по которой Фанни Каплан не причастна к покушению на Ленина, осуществлённому якобы сотрудниками ВЧК Лидией Коноплёвой и Григорием Семёновым и организованному якобы Яковом Свердловым. Сомнения вызывают быстрота казни Каплан и слабое зрение, которое не позволило бы Каплан прицельно стрелять в вождя. Между тем рентгеновское исследование 1922 года подтвердило, что по крайней мере две пули (из трёх) попали в Ленина. Версия, согласно которой пули, извлечённые из тела Ленина, якобы не соответствовали патронам к пистолету, найденному у Каплан, впервые появилась в эмигрантских изданиях в 1970-е гг.; официально виновность Каплан сомнению никогда не подвергалась.

## Память
Люба мне буква «Ка»,

Вокруг неё сияет бисер.

Пусть вечно светит свет венца

Бойцам Каплан и Каннегисер.

К. Д. Бальмонт.
- Фанни Каплан посвящены пьесы Венедикта Ерофеева[31] и Елены Исаевой[32].
- В фильме «Ленин в 1918 году» роль Каплан исполнила Наталья Ефрон.
- В голливудском фильме 1934 «Британский агент» в роли Каплан — Коринн Уильямс и Зозя Танина.
- В немецком (ФРГ) сериале «Bürgerkrieg in Rußland» (1967) в роли Франи Каплан — Пегги Парнас.
- В британском сериале «Рейли, ас шпионажа» (1983) в роли — Сара Кли.
- В американском любительском фильме «Fanya Kaplan» (2007) в главной роли Бекки Такер / Becky Tucker.
- В 1922 году на месте покушения[33] был установлен закладочный камень будущего памятника «на месте покушения на жизнь вождя мирового пролетариата…»[34]. В 1967 году большой памятник В. И. Ленину  установлен рядом (уже третий на этом месте[35]), а закладной камень до сих пор[какой?] остаётся на месте.
- Фанни Каплан упоминается в песне Сергея Трофимова «Ветер в голове»: «…Жаль, промахнулась Фанни Каплан.»[36].